# Utivarachna taiwanica
Espèce
Synonymes
- Trachelas taiwanicus Hayashi & Yoshida, 1993

Utivarachna taiwanica est une espèce d'araignées aranéomorphes de la famille des Trachelidae.

## Distribution
Cette espèce est endémique de Taïwan.

## Description
La femelle holotype mesure 7,42 mm.

## Étymologie
Son nom d'espèce lui a été donné en référence au lieu de sa découverte, Taïwan.

## Publication originale
- Hayashi & Yoshida, 1993 : Three new species of the family Clubionidae (Arachnida: Araneae) from Taiwan. Acta Arachnologica, vol. 42, p. 47-53 (texte intégral).